# Liste des sites Natura 2000 de la Meuse
Cet article recense les sites Natura 2000 de la Meuse, en France.

## Statistiques
La Meuse compte 28 sites classés Natura 2000. 20 bénéficient d'un classement comme site d'intérêt communautaire (SIC), 8 comme zone de protection spéciale (ZPS).

## Liste
| Site                                                                                          | Type | Superficie (ha) | Fiche     | Coordonnées                      | Photo |
| --------------------------------------------------------------------------------------------- | ---- | --------------- | --------- | -------------------------------- | ----- |
| Bois de Demange, Saint-Joire                                                                  | SIC  | +00463,         | FR4100180 | 48° 34′ 11″ nord, 5° 24′ 22″ est |       |
| Carrières du Perthois : gites à chauves-souris                                                | SIC  | +0 0000,13      | FR4100247 | 48° 36′ 13″ nord, 5° 08′ 25″ est |       |
| Corridor de la Meuse                                                                          | SIC  | +12 705,        | FR4100171 | 49° 14′ 17″ nord, 5° 24′ 46″ est |       |
| Forêt de Dieulet                                                                              | SIC  | +0 0007,        | FR4100186 | 49° 27′ 56″ nord, 5° 07′ 52″ est |       |
| Forêt domaniale de Beaulieu                                                                   | SIC  | +00573,         | FR4100185 | 49° 02′ 45″ nord, 5° 02′ 21″ est |       |
| Forêt humide de la Reine et catena de Rangeval                                                | SIC  | +05 167,        | FR4100189 | 48° 46′ 58″ nord, 5° 46′ 36″ est |       |
| Forêts des Argonnelles                                                                        | SIC  | +01 030,        | FR4100183 | 48° 55′ 11″ nord, 4° 59′ 46″ est |       |
| Forêts de Gondrecourt-le-Château                                                              | SIC  | +01 063,        | FR4100182 | 48° 28′ 29″ nord, 5° 33′ 02″ est |       |
| Forêts de la vallée de la Méholle                                                             | SIC  | +00387,         | FR4100181 | 48° 37′ 20″ nord, 5° 35′ 59″ est |       |
| Hauts de Meuse                                                                                | SIC  | +00846,         | FR4100166 | 48° 51′ 25″ nord, 5° 35′ 59″ est |       |
| Lac de Madine et étangs de Pannes                                                             | SIC  | +01 468,        | FR4100222 | 48° 55′ 10″ nord, 5° 44′ 08″ est |       |
| Marais de Chaumont-devant-Damvillers                                                          | SIC  | +00079,         | FR4100156 | 49° 18′ 28″ nord, 5° 24′ 56″ est |       |
| Marais de Pagny-sur-Meuse                                                                     | SIC  | +00169,         | FR4100216 | 48° 41′ 38″ nord, 5° 45′ 29″ est |       |
| Meuse et annexes hydrauliques                                                                 | SIC  | +00582,         | FR4102001 | 48° 57′ 17″ nord, 5° 30′ 33″ est |       |
| Pelouses et milieux cavernicoles de la vallée de la Chiers et de l'Othain, buxaie de Montmedy | SIC  | +00314,         | FR4100155 | 49° 31′ 01″ nord, 5° 21′ 38″ est |       |
| Pelouses de Sivry-la-Perche et Nixéville                                                      | SIC  | +00060,         | FR4100165 | 49° 07′ 20″ nord, 5° 15′ 52″ est |       |
| Pelouses et vallons forestiers de Chauvoncourt                                                | SIC  | +00289,         | FR4100153 | 48° 53′ 22″ nord, 5° 28′ 13″ est |       |
| Pelouses, forêt et fort de Pagny-la-Blanche-Côte                                              | SIC  | +00141,         | FR4100154 | 48° 32′ 04″ nord, 5° 44′ 33″ est |       |
| Vallée de la Meuse (secteur de Sorcy-Saint-Martin)                                            | SIC  | +01 911,        | FR4100236 | 48° 42′ 48″ nord, 5° 39′ 59″ est |       |
| Vallée de la Meuse (secteur de Stenay)                                                        | SIC  | +02 338,        | FR4100234 | 49° 27′ 01″ nord, 5° 11′ 14″ est |       |
| Étang de Lachaussée et zones voisines                                                         | ZPS  | +03 521,        | FR4110060 | 49° 01′ 03″ nord, 5° 47′ 33″ est |       |
| Forêt humide de la Reine et catena de Rangeval                                                | ZPS  | +05 167,        | FR4112004 | 48° 46′ 58″ nord, 5° 46′ 36″ est |       |
| Forêts et étangs d'Argonne et vallée de l'Ornain                                              | ZPS  | +15 308,        | FR4112009 | 48° 54′ 50″ nord, 5° 00′ 35″ est |       |
| Forêts et zones humides du pays de Spincourt                                                  | ZPS  | +12 678,        | FR4112001 | 49° 18′ 24″ nord, 5° 33′ 12″ est |       |
| Lac de Madine et étangs de Pannes                                                             | ZPS  | +01 512,        | FR4110007 | 48° 55′ 10″ nord, 5° 44′ 08″ est |       |
| Marais de Pagny-sur-Meuse                                                                     | ZPS  | +00169,         | FR4110061 | 48° 41′ 38″ nord, 5° 45′ 29″ est |       |
| Vallée de la Meuse                                                                            | ZPS  | +13 562,        | FR4112008 | 48° 52′ 15″ nord, 5° 32′ 35″ est |       |
| Vallée de la Meuse (secteur de Stenay)                                                        | ZPS  | +02 338,        | FR4112005 | 49° 27′ 01″ nord, 5° 11′ 14″ est |       |